# Atlantická charta

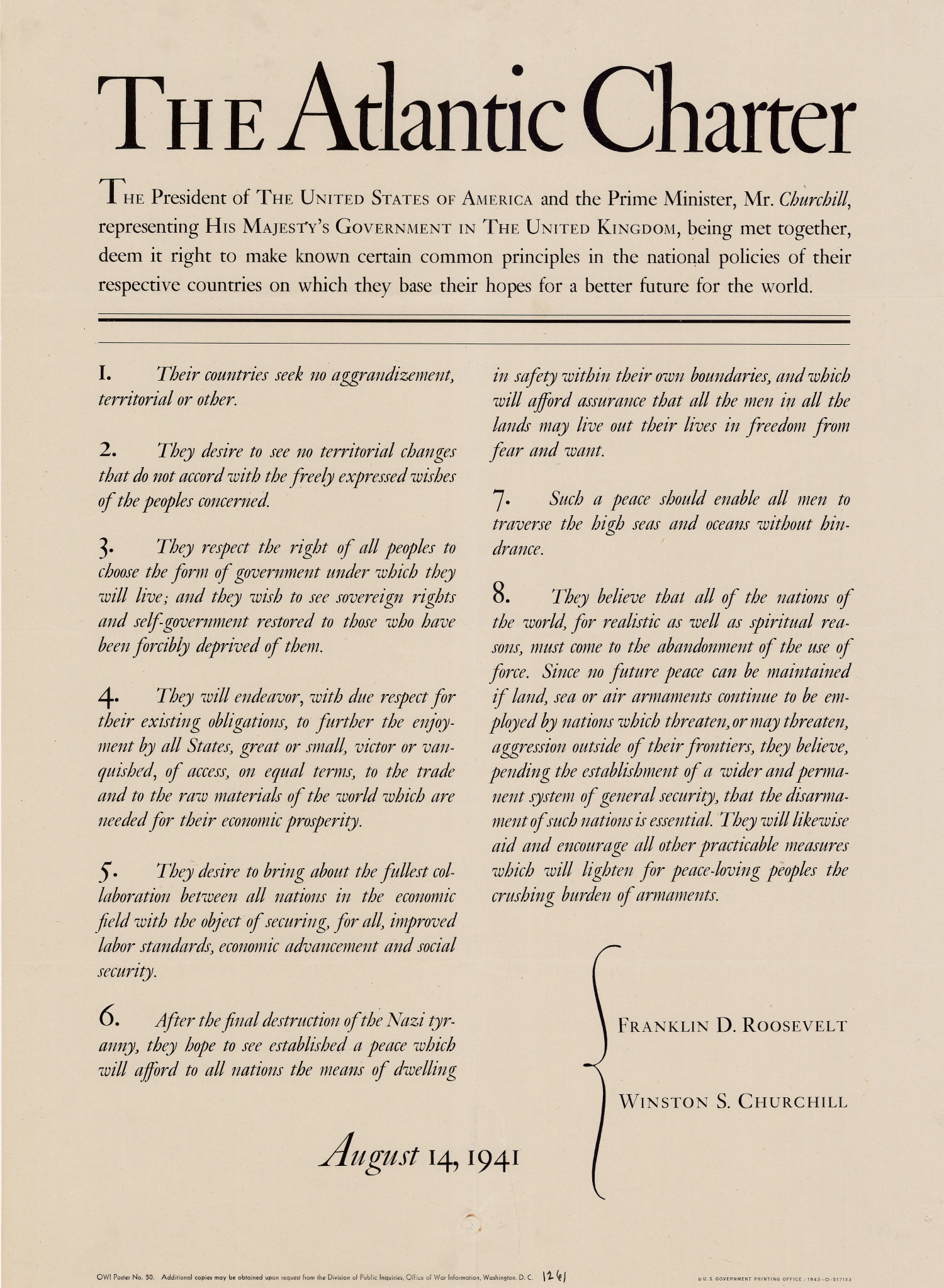
Atlantická charta

Atlantická charta bylo společné prohlášení států bojujících proti nacistickému Německu, vydané na konferenci v Londýně 14. srpna 1941.
Šlo o prohlášení prezidenta USA F. D. Roosevelta a britského ministerského předsedy W. Churchilla o společném postupu v probíhající válce. Dokument byl především výrazem snahy neuznat jakékoliv válečné územní zisky, uvolnit obchodní omezení a podpořit politické svobody národů.
Atlantická charta sehrála významnou úlohu při vytváření společné protihitlerovské koalice. Stala se jedním z dokumentů, na které později navázala Charta OSN.

## 8 bodů Atlantické charty
- jejich země neusilují o územní nebo jiné zisky
- nepřejí si žádné územní změny, pokud to nebude vůle národů, jichž se týkají
- respektují právo každého národu zvolit si vládní formu a přejí si obnovit formu vlády v zemích, kde byla násilně změněna
- usilovat o to, aby všechny státy měly za rovných podmínek přístup ke světovému obchodu a světovým zásobám surovin, který potřebují k hospodářskému rozkvětu
- hospodářská spolupráce všech národů - lepší pracovní podmínky, hospodářský rozvoj a sociální zabezpečení
- po konečném rozdrcení nacistické tyranie bude nastolen mír - všechny národy - prostředky k bezpečnému životu v jejich hranicích, lidé budou moci žít beze strachu a nouze
- tento mír zajistí lidem možnost plavit se bez překážky po mořích a oceánech
- věří, že všechny národy musí z důvodů věcných i důvodů duchovních dospět k tomu, že upustí od používání síly. Nelze zachovat mír, pokud bude některý národ používat vojenských sil, dokud nebude zřízena širší a trvalá soustava všeobecné bezpečnosti, je nutné tyto národy odzbrojit. Budou poskytovat pomoc při všech jiných praktických opatřeních, které ulehčí mírumilovným národům drtivé břemeno zbrojení, a budou takováto opatření podporovat.